# 米勒維爾鎮區 (明尼蘇達州道格拉斯縣)
米勒維爾鎮區（英語：Millerville Township）是位於美國明尼蘇達州道格拉斯縣的一個行政鎮區。

## 地方資料
米勒維爾鎮區的面積為91.36平方千米，當中陸地面積為82.81平方千米，而水域面積為8.55平方千米。根據2020年美國人口普查的數據，當地共有人口417人，而人口密度為每平方千米4.56人。